# I Like Me Better
Singles de Lauv
The Other
(2015) A Different Way
(2017)
I Like Me Better est un single du chanteur américain Lauv sorti en 2017.

## Classements
| Classement (2017–18)                    | Meilleure position |
| --------------------------------------- | ------------------ |
| Allemagne (Media Control AG)            | 7                  |
| Australie (ARIA)                        | 8                  |
| Autriche (Ö3 Austria Top 40)            | 5                  |
| Belgique (Flandre Ultratop 50 Singles)  | 30                 |
| Belgique (Wallonie Ultratop 50 Singles) | 48                 |
| Canada (Hot 100)                        | 62                 |
| Danemark (Tracklisten)                  | 27                 |
| États-Unis (Hot 100)                    | 27                 |
| États-Unis (Adult Contemporary)         | 18                 |
| États-Unis (Adult Pop Songs)            | 4                  |
| États-Unis (Dance Club Songs)           | 35                 |
| États-Unis (Pop Airplay)                | 7                  |
| France (SNEP)                           | 79                 |
| Hongrie (Rádiós Top 40)                 | 40                 |
| Nouvelle-Zélande (RMNZ)                 | 13                 |
| Norvège (VG-lista)                      | 24                 |
| Pays-Bas (Nederlandse Top 40)           | 57                 |
| Royaume-Uni (UK Singles Chart)          | 58                 |
| Suède (Sverigetopplistan)               | 25                 |
| Suisse (Schweizer Hitparade)            | 23                 |
| Tchéquie (IFPI Rádio)                   | 89                 |

## Certifications
| Région                                                                                                 | Certification | Ventes/Streams                 |
| --- | ------------- | ------------------------------ |
| France (SNEP)                                                                                          | Or            | 10 millions équivalent streams |
| États-Unis (RIAA)                                                                                      | Platine       | 1 000 000                      |
| *Ventes selon la certification ^Mise en rayon selon la certification xNon précisé par la certification |               |                                |